# John M. Kosterlitz
John M. Kosterlitz (n. 22 iunie 1943, Aberdeen, Scoția, Regatul Unit), fiul biochimistului și medicului evreu refugiat din Germania nazistă Hans Kosterlitz, profesor de fizică la Universitatea Brown din SUA, este laureat al Premiului Nobel pentru Fizică 2016, împreună cu David J. Thouless și Duncan Haldane.